# Билице (Далмација)
Билице су једино насељено мјесто и средиште новоформиране општине у саставу Шибенско-книнске жупаније, у Далмацији, Република Хрватска. Према прелиминарним подацима са последњег пописа 2021. године у општини је живело 2.554 становника.

## Географија
Налази се око 4 км сјеверно од Шибеника.

## Историја
Општина је формирана 17. децембра 2002. године, а прије тога се налазила у саставу града (градског подручја) Шибеника.

## Насељена мјеста
У општини Билице постоји само једно истоимено насељено мјесто.

## Становништво
Према попису из 1991. године, Билице су имале 1.643 становника, од чега 1.553 Хрвата, 64 Срба, 1 Југословена и 25 осталих. Према попису становништва из 2001. године, Билице су имале 2.179 становника. Билице су према попису становништва из 2011. године имале 2.307 становника.
| Демографија | Демографија | Демографија |
| Година      | Становника  | Становника  |
| ----------- | ----------- | ----------- |
| 1971.       | 1.368       |             |
| 1981.       | 1.396       |             |
| 1991.       | 1.643       |             |
| 2001.       | 2.179       |             |
| 2011.       |             | 2.307       |

### Попис 1991.
На попису становништва 1991. године, насељено место Билице је имало 1.643 становника, следећег националног састава:
| Попис 1991.‍   | Попис 1991.‍  | Попис 1991.‍ | Попис 1991.‍ | Попис 1991.‍ |
| ------------- | ------------ | ----------- | ----------- | ----------- |
|               |              |             |             |             |
| Хрвати        | Хрвати       |             | 1.553       | 94,52%      |
| Срби          | Срби         |             | 64          | 3,89%       |
| Муслимани     | Муслимани    |             | 9           | 0,54%       |
| Југословени   | Југословени  |             | 1           | 0,06%       |
| Словенци      | Словенци     |             | 1           | 0,06%       |
| неопредељени  | неопредељени |             | 4           | 0,24%       |
| регион. опр.  | регион. опр. |             | 2           | 0,12%       |
| непознато     | непознато    |             | 9           | 0,54%       |
| укупно: 1.643 |              |             |             |             |

### Попис 2011.
На попису становништва 2011. године, Билице су имале 2.307 становника, следећег националног састава:
| Попис 2011.‍   | Попис 2011.‍ | Попис 2011.‍ | Попис 2011.‍ | Попис 2011.‍ |
| ------------- | ----------- | ----------- | ----------- | ----------- |
|               |             |             |             |             |
| Хрвати        | Хрвати      |             | 2.244       | 97,27%      |
| Срби          | Срби        |             | 34          | 1,47%       |
| остали        | остали      |             | 29          | 1,25%       |
| укупно: 2.307 |             |             |             |             |

## Презимена
- Секулић — Православци